# Inlängan
Inlängan är en ö i Torhamns socken, Karlskrona kommun. Ön har en yta av 1,34 kvadratkilometer.
Sitt namn har Inlängan fått för att den till skillnad från Utlängan vänder sig inåt mot Blekinges fastland. Inlängan höjer sig tio meter över havet och är en av de högsta öarna i skärgården och en av de första som av landhöjningen höjde sig över havet och därmed en av de första att koloniseras. På ön finns sex hällkistor från senneolitikum. Som störst var ön befolkning i slutet av 1800-talet, omkring 1885 bodde 127 personer på Inlängan. Under denna tid bedrevs stenhuggeri på ön. 1920 bodde 82 personer kvar, 1940 59 personer och 1968 endast 16 personer. 2012 fanns sju bofasta på ön. Flera militära anläggningar fanns tidigare på ön. De övergavs och plomberades runt 2000, men fortfarande syns resten efter kanonbatterier, kulsprutevärn och strålkastarplattformar på ön.
Tre strandvallar från litorinatid finns på öns norra del. På Inlängan finns även Blekinge skärgårds största ljunghed samt flera våtmarker rika på sjöfågel.